# Alyssum moellendorfianum
Alyssum moellendorfianum là một loài thực vật có hoa trong họ Cải. Loài này được Asch. ex Beck mô tả khoa học đầu tiên năm 1887.